# ميكا ايتو
ميكا ايتو (باليابانية: 伊藤実華؛ بالكانا: いとう みか) هي مؤدية صوت يابانية، ولدت في 1984 في طوكيو في اليابان.

## وصلات خارجية
- ميكا ايتو على موقع IMDb (الإنجليزية)
- ميكا ايتو على موقع قاعدة بيانات الفيلم (الإنجليزية)
- ميكا ايتو على موقع كينوبويسك (الروسية)
- ميكا ايتو على موقع ANN person (الإنجليزية)